# 알레산드라 로살도
알레산드라 로살도(Alessandra Rosaldo, 1971년 9월 11일 ~ )는 멕시코의 배우이자 가수 겸 댄서이다.